# Eriosema squarrosum
Eriosema squarrosum är en ärtväxtart som först beskrevs av Carl Peter Thunberg, och fick sitt nu gällande namn av Wilhelm Gerhard Walpers. Eriosema squarrosum ingår i släktet Eriosema och familjen ärtväxter. Inga underarter finns listade i Catalogue of Life.